# 제러미 로닉
제러미 섀퍼 로닉(영어: Jeremy Shaffer Roenick, 영어 발음: /ˈd͡ʒɛɹ.mi ˈroʊnɪk/, 1970년 1월 17일~)은 미국의 은퇴한 아이스하키 선수로 현역 시절 포지션은 센터이다. 내셔널 하키 리그(NHL)의 시카고 블랙호크스, 피닉스 카이오티스, 필라델피아 플라이어스, 로스앤젤레스 킹스, 산호세 샤크스 소속으로 활동했으며 NHL 통산 1,363경기 출전하여 1,216 득점을 기록했다. 2007년에는 조 뮬런과 마이크 모다노의 뒤를 이어 세 번째로 NHL에서 500골을 기록한 세번째 미국 태생 선수가 되었다.
국가대항전에서 미국 대표팀의 일원으로 활동했으며 올림픽에 2회(1998, 2002) 참가하여 2002년 동계 올림픽에서 은메달을 획득했다.